# Pete Burns

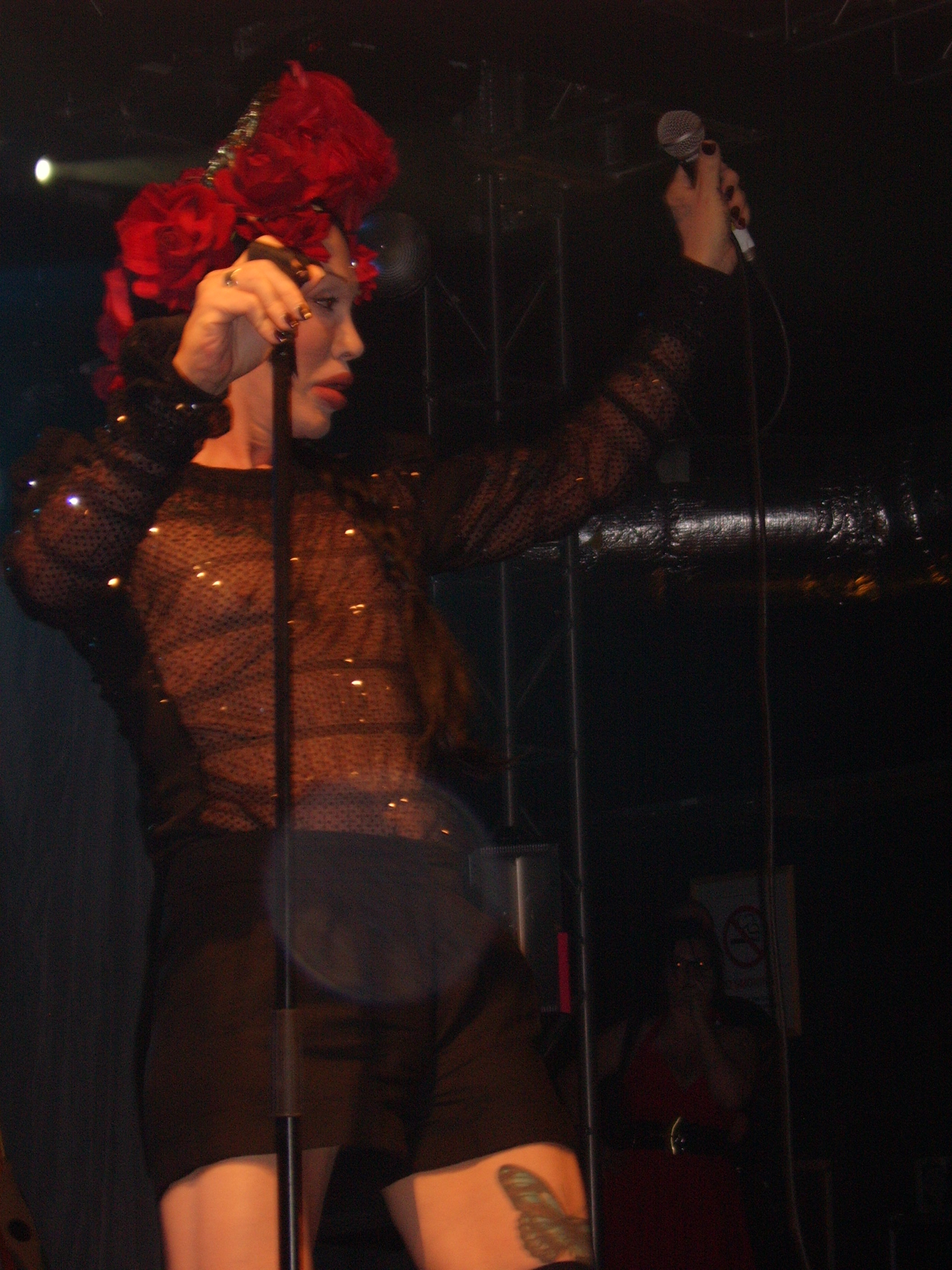
Pete Burns (2008)

Peter Jozzeppi „Pete“ Burns (* 5. August 1959 in Bebington, Cheshire; † 23. Oktober 2016 in London) war ein britischer Popsänger, Songschreiber und eine Fernsehpersönlichkeit. In den 1980er-Jahren wurde er als Sänger der New-Wave-Band Dead or Alive bekannt.

## Leben
Burns‘ Mutter, Evelina Maria Bettina Quittner Von Hudec, war in Deutschland geboren (Heidelberg) und seiner Autobiografie zufolge war sie in erster Ehe mit einem deutschen Freiherrn verheiratet. Da ihr Vater Jude war, zog sie nach Wien, um den Nazis zu entkommen. Bei einem Tanztee in Wien lernte sie einen englischen Soldaten aus Liverpool namens Francis Burns kennen. Bis zu seinem fünften Lebensjahr sprach Burns nur Deutsch, was dazu führte, dass einheimische Kinder tagelang vor seinem Haus „Heil Hitler“ riefen. Schon in jungen Jahren entwickelte Burns eine Vorliebe für das Tragen von Kostümen und war von der Kultur der amerikanischen Ureinwohner besessen, was so weit ging, dass er ständig einen Indianerkopfschmuck trug und seine Mutter auf dem Schulhof ein Tipi aufstellen ließ. Nach eigenen Angaben war Burns ein einsames Kind, das lieber zeichnete und malte als mit anderen Kindern zu interagieren.
Burns gab an, dass er seine Liebe zur Mode von seiner Mutter geerbt habe: „Sie wechselte fünfmal am Tag ihre Kostüme und hatte ein echtes Faible für Make-up. Jeden Tag um 5:30 Uhr verbarrikadierte sie sich im Wohnzimmer und schminkte sich.“ Burns beschrieb später auch den Alkoholismus, die Drogenabhängigkeit und die mehrfachen Selbstmordversuche seiner Mutter, die darauf zurückzuführen waren, dass sie einen Nervenzusammenbruch erlitten hatte, als sie vom Schicksal ihrer Familienmitglieder während des Zweiten Weltkriegs erfuhr. Er beharrte jedoch darauf, dass sie trotz des erlebten Kindesmissbrauchs „absolut die beste Mutter der Welt“ sei.
Pete Burns, der frühzeitig von der Schule entlassen wurde, knüpfte erste musikalische Kontakte durch eine Anstellung in einem alternativen Schallplattenladen, der zu dieser Zeit ein Treffpunkt junger Musiker war. Der extravagante und androgyn gekleidete Burns wurde kurzzeitig Sänger der Musikgruppe Mystery Girls. Später gründete er die Dark-Wave-Formation Nightmares in Wax, die sich später in Dead or Alive umbenennen sollte. Mit veränderndem Image und neuem Sound, weg von Gothic und Post-Punk hin zu diskothekentauglicher Popmusik, gelang der Band Mitte der 1980er-Jahre der Durchbruch in den internationalen Hitparaden.
Nachdem der nur kurzzeitige kommerzielle Erfolg von Dead or Alive nachgelassen hatte, widmete sich Burns Anfang der 1990er-Jahre seiner Solokarriere, die jedoch kaum nennenswerte Aufnahmen hervorbrachte. Unter dem Pseudonym International Chrysis veröffentlichte er 1994 das David-Bowie-Cover Rebel Rebel, das Platz 76 der britischen Popcharts erreichte. Das Lied wurde später auf dem Dead-or-Alive-Album Nukleopatra (1995) wiederveröffentlicht. Zehn Jahre später gelang ihm mit dem von den Pet Shop Boys produzierten Lied Jack and Jill Party ein Wiedereinstieg in die Top 100 der britischen Charts. Burns hatte einen erheblichen Einfluss auf die japanische Popkultur, insbesondere mit J-Pop und Visual Kei. Außerdem erlangte er in der Region einen größeren Superstar-Status als Michael Jackson und Madonna.
In den 1990er-Jahren ließ Burns einige kosmetische Operationen vornehmen, die sein Äußeres deutlich veränderten. Dies brachte ihm Beachtung in den Medien, jedoch auch Spott und Boshaftigkeiten ein. Er kleidete und gab sich auch weiblich. Burns beschrieb später seine Operationen als misslungen, vermarktete sich jedoch erfolgreich als Freak oder Trash-Star.
Burns’ Teilnahme an der britischen Reality-Show Celebrity Big Brother bescherte ihm 2006 ein Comeback, in dessen Folge er in Großbritannien in zahlreichen Fernsehshows und Prominenten-Specials diverser TV-Formate auftrat. Im gleichen Jahr erschienen seine Autobiografie Freak Unique und die Fernsehdokumentation Pete Burns Unspun. Im Oktober 2007 bekam Burns unter dem Titel Pete’s PA (dt. Petes Persönlicher Assistent) auf dem Sender Sky Living seine eigene Reality-TV-Sendung. Die zehn Folgen der Sendung liefen bis Dezember 2007.
2009 verklagte er seinen Schönheitschirurgen wegen einer misslungenen Lippen-Vergrößerung. Burns musste sich mehrfach Operationen unterziehen, um den Eingriff zu korrigieren. Ihm wurde ein Schmerzensgeld in Höhe von 450.000 £ zugesprochen. 2015 erklärte sich Burns bankrott, nachdem er die Miete für seine Wohnung nicht mehr hatte bezahlen können.
Pete Burns starb am 23. Oktober 2016 im Alter von 57 Jahren an den Folgen eines Herzinfarkts.

## Diskografie
Album
- 1992: Love, Pete (MC mit akustischen Pianoballaden; kein Label)

Singles
- 1994: Sex Drive (mit Glam)
- 2004: Jack and Jill Party
- 2010: Never Marry an Icon

## Filmografie (Auswahl)
Fernsehauftritte
- 1985: Top of the Pops
- 1987: Razzamatazz
- 2000: VH-1 Where Are They Now?
- 2003: V Graham Norton
- 2006: Pete Burns Unspun
- 2006: Celebrity Big Brother
- 2006: Cosmetic Surgery Nightmares
- 2007: Wife Swap
- 2007: Pete’s PA
- 2007: The Podge and Rodge Show
- 2009: The Alan Titchmarsh Show
- 2009: The Noughties… Was That It?
- 2010: VH1 News Presents: Plastic Surgery Obsession
- 2011: Come Dine with Me
- 2011–2016: Big Brother’s Bit on the Side
- 2013: Celebrity Wedding Planner
- 2013: The Body Shocking Show
- 2015: The Nation’s Favourite 80s Number One
- 2016: Trailblazers Of Pop
- 2016: Celebrity Botched Up Bodies
- 2016: Pete Burns the last interview

Dokumentation/Video
- 1988: Dead or Alive: Rip It Up Live

## Veröffentlichungen
- Gemeinsam mit Ian Cranna: Pete Burns – Freak Unique: My Autobiography. John Blake, London, 2006, ISBN 978-1-84454-298-7.